# Tabanus daohaoi
Tabanus daohaoi är en tvåvingeart som beskrevs av Xu 2005. Tabanus daohaoi ingår i släktet Tabanus och familjen bromsar. Inga underarter finns listade i Catalogue of Life.